# Szoboszlai Margit
Szoboszlai Margit (Kisújszállás, 1939. július 27. –) író, műfordító.

## Élete
Kisújszálláson érettségizett 1958-ban, majd az Idegennyelvű Külkereskedelmi Levelezőképző Főiskolán 1960-ban orosz–francia levelezői képesítést szerzett. Egy évig a Metrimpex Vállalatnál dolgozott, azóta orosz és francia szépprózát fordít.

## Díjai
- Európa Könyvkiadó Nívódiíja

## Művei
- Bársonyban a barikádon; Kossuth, Bp., 1981 (Nők a történelemben)
- Szeressük-e a gazdagokat? (összeállítás, Pataki Judittal, 1995)
- Zwack így tovább! (összeállítás, Borbíró Zsókával, Pataki Judittal, Szokács Eszterrel és Vámos Miklóssal, 1995)
- A víziló, Sziporka és Bamba Géza; szerk. Szoboszlai Margit; Ab Ovo, Bp., 2001

## Műfordításai
- Retz bíboros emlékiratai (1963)
- Ny. Ognyev: Kosztya Rjabcev naplója (regény, 1968)
- A. Levi: Szürke Farkas naplója (regény, 1970)
- H. Charrière: Pillangó (Kamocsay Ildikóval, Philipp Bertával) (regény, 1971)
- A. D. Klescsenko: Kényszerleszállás (regény, 1972)
- F. Pérez López: A mexikói (regény, 1972)
- Vercors: Mesék borogatás közben (mese, 1974)
- Pierre Barbet: A psziborgok álmai (regény, 1975)
- J. V. Bondarev: A part (regény, Pozsony-Budapest, 1977)
- Y. Gandon: Fortunátusz kapitány (regény, 1977)
- G. Walter: Repülnek a Vanessák (tudományos-fantasztikus regény, 1979)
- P. Véry: A görög kereszt rejtélye (1980)
- Marcel Aymé: Csudapofa (regény, 1981)
- P.-M. Perreaut: Ami sok, az sok (Lélektani krimi, 1990)
- Pierre Barbet: Baphomet birodalma (regény, 1990)
- Ch. Arnothy: Földi paradicsom (regény, 1991)
- H.-P. Roché: Jules és Jim (regény, 1993)
- Jorge Semprún: Írni vagy élni (regény, 1995)
- Andreï Makine: A francia hagyaték (regény, 1996)